# Loxosomella illota
Loxosomella illota är en bägardjursart som beskrevs av Nielsen 1966. Loxosomella illota ingår i släktet Loxosomella och familjen Loxosomatidae. Inga underarter finns listade i Catalogue of Life.